# Gossip Candy
「Gossip Candy」（ゴシップ キャンディー）は、日本の歌手・倖田來未の47作目のシングルである。2010年7月7日発売。発売元はrhythm zone。

## 解説
前作「Can We Go Back」より約5か月ぶりとなるシングルである。
公式モバイルファンサイト『playroom』と公式ファンクラブ『倖田組』のそれぞれの会員は、mu-moで購入すると特製ドレスステッカーが特典となる。『倖田組』会員のみ2種類のなかから選択が可能。
また、Koda Kumi dream music park記念盤もミュウモ限定で発売された。
特典は黄緑、ピンク、黄色の3色のキャップである。また、ジャケット写真も一般発売される2形態とは異なっている。
なお、上記のCDはCDのみ1形態のみで、ボーナストラックは収録されていない。
「Lollipop」以外は全てアルバム未収録となっていたが、2021年にリリースされたオールタイムベストアルバム『BEST 〜2000-2020〜』のファンクラブ限定盤において、初めて収録された（※カバー曲「Got To Be Real」は除く）。

## 楽曲解説
Lollipop
優雅な休日を過ごす彼女の朝の風景を切り取ったクールなダンスナンバーとし、「本格的なHIP HOP系のサウンドで、歌詞はエロティックで女性上位」という久々に倖田來未らしい世界観を存分に発揮した楽曲。
MVは “夏らしい海をバックに激しく踊った完全に女性上位の世界観” を描いており、自身初の乗馬シーンにも挑戦している。
Inside Fishbowl、Outside Fishbowl
メロディーやテンポ、アレンジは同じだが、キーと歌詞が異なる楽曲で、キーが高い方が「Inside」、低い方が「Outside」である。「Inside」は金魚鉢の中で楽しむ人生、「Outside」は金魚鉢を飛び出して楽しむ人生を表現している。
この「Inside Fishbowl」と「Outside Fishbowl」の2つの楽曲では、キーが4段階も異なり、目安として、男性が女性歌手の曲を歌う際、キーを原曲よりも4つ上げた状態の曲で歌うと丁度良く歌うことが出来るレベルの差であるといい、並外れた音域の広さと表現力を兼ね備えた倖田だからこそ成せる楽曲であるのだという。
今回、このような試みを行った経緯として、楽曲制作の際にキーを合わせる作業を行っていた中で、倖田本人が「同じ曲で、高いキーのものと、低いキーのものとを歌ったらどんな感じになるんだろう？」という提案をして、仮のレコーディングを行って聴いてみたところ、2曲のあまりの違いに制作に携わるスタッフ全員が驚きを隠せず、甲乙付けがたい仕上がりになったことから本作の楽曲が実現するに至ったのだといい、この段階でも、高いキーの「Inside Fishbowl」では女性としての明るく可愛らしい側面を全面に出しており、低いキーの「Outside Fishbowl」では激しくも強い思いや意志が全面に押し出された楽曲として仕上がっており、同じ曲でありながら全く別物楽曲として仕上がったのだという。

## 収録曲
- 全作詞：Kumi Koda（※Bonus Track除く）

### CD
1. Lollipop [3:23]
作曲：Ian Curnow, Julie Morrison, Jane Vaughan
2. Inside Fishbowl [3:29]
作曲：Niclas Lundin, Joakim Hahlin
3. Outside Fishbowl [3:28]
作曲：Niclas Lundin, Joakim Hahlin
4. For you [5:52]
作曲：Ryuichiro Yamaki
5. Got To Be Real
作詞・作曲：David Foster, Cheryl Lynn, David Paich
初回限定盤のみ収録のボーナストラック
カリフォルニア州出身の女性歌手シェリル・リンが1976年に発表した同曲のカバー。本曲のみ、主要音楽配信サイト及びサブスクリプション及びストリーミング配信サービスでは楽曲配信は行われていない。

### DVD
1. Lollipop (Music Video)
2. Inside Fishbowl (Music Video)
3. Outside Fishbowl (Music Video)

## タイアップ
- セブンネットショッピング TV-CMソング (#1)
- ソニー・エリクソン×MTV「Transform Your Xperia™」CMソング (#1)
- music.jpTV-CFソング (#1)
- 日本テレビ系『ぐるぐるナインティナイン』エンディング・テーマ (#2)
- 日本テレビ『MIDNITEドラマシリーズ』エンディング・テーマ (#3)
- ペプシネックス TV-CMタイアップ・ソング (#5)

## 収録アルバム
- Lollipop
  - 『Dejavu』
  - 『SUMMER of LOVE』
  - 『MY NAME IS...』(ファンクラブ限定盤)
  - 『BEST 〜2000-2020〜』
- Inside Fishbowl
  - 『BEST 〜2000-2020〜』(ファンクラブ限定盤)
- Outside Fishbowl
  - 『BEST 〜2000-2020〜』(ファンクラブ限定盤)
- For you
  - 『BEST 〜2000-2020〜』(ファンクラブ限定盤)

## 収録ライブ映像
- Lollipop
  - 『Dream music park』(Dejavu)
  - 『KODA KUMI 10th Anniversary 〜FANTASIA〜 in TOKYO DOME』
  - 『KODA KUMI LIVE TOUR 2011 〜Dejavu〜』
  - 『a-nation'10』(Beach Mix)
  - 『Koda Kumi 15th Anniversary First Class 2nd LIMITED LIVE at STUDIO COAST』(WALK OF MY LIFE、ファンクラブ限定盤)
  - 『KODA KUMI LIVE TOUR 2016 〜Best Single Collection〜』(メドレー)
  - 『KODA KUMI 20th ANNIVERSARY TOUR 2020 MY NAME IS...』(メドレー)
- Inside Fishbowl
  - 『KODA KUMI 10th Anniversary 〜FANTASIA〜 in TOKYO DOME』
    - 『MY NAME IS...』(ファンクラブ限定盤)
- Outside Fishbowl
  - 『Dream music park』(Dejavu)
  - 『KODA KUMI LIVE TOUR 2013 〜JAPONESQUE〜』(メドレー)
- Got To Be Real
  - 『KODA KUMI LIVE TOUR 2010 〜UNIVERSE〜』
  - 『Dream music park』(Dejavu)